# Тайваньско-японские отношения
Тайваньско-японские отношения — неофициальные отношения между Тайванем и Японией. Япония стала одним из крупнейших внешнеторговых партнёров Тайваня — двусторонний товарооборот в 2012 году составил 66,56 млрд долларов. Также Япония превратилась в одного из крупнейших инвесторов в Тайвань. Между Тайванем и Японией сложился интенсивный туристический поток.

## История
Тайвань в 1895—1945 годах был владением Японии. В Совместном японо-китайском коммюнике от 29 сентября 1972 года Япония признала пекинское правительство «как единственно законное правительство Китая», но не стала признавать факт принадлежности Тайваня Китаю.
В марте 1995 года Японию посетил мэр Тайбэя Чэнь Шуйбянь. В июле 2006 года в Японии побывал мэр Тайбэя Ма Инцзю.
Заявление министра иностранных дел Японии Ёрико Кавагути от 27 ноября 2002 года установило допустимый уровень японских чиновников, которые имели право посещать Тайвань для решения практических дел — не выше заведующего сектором соответствующего ведомства. При этом уровень чиновника мог быть выше, если на Тайване проводилось крупное международное мероприятие.
При этом Тайвань могли посещать в неофициальном порядке и более высокие представители японских властей. Частными стали визиты членов японского парламента. Так в 2003 году и в 2006 году Тайвань посещал член японского парламента Ёсиро Мори. Была создана парламентская группа для развития контактов между Японией и Тайванем и до половины членов японского парламента принадлежали к тому или иному обществу дружбы между Тайванем и Японией Японские депутаты ездили на Тайвань
В 2011 году Тайвань и Япония подписали соглашения:
- О защите инвестиций;
- Об «открытом небе»;
- О сотрудничестве в патентной сфере.

## Экономические отношения
Япония стала одним из главных торговых партнёров Тайваня. В 2008 году двусторонний товарооборот составил 64,07 млрд долларов: японский экспорт — 46,51 млрд долларов, тайваньские поставки — 17,56 млрд долларов. В 2012 году двусторонний товарооборот был 66,56 млрд долларов, из которых 43,16 млрд долларов пришлось на японские поставки
Основные статьи тайваньских поставок в Японию в 2012 году были:
- Машины и оборудование — 8,7 млрд долларов;
- Электроника — 5,7 млрд долларов;
- Металлы — 2,0 млрд долларов;
- Пластик и резина — 1,7 млрд долларов;
- Бытовая химия — 1,4 млрд долларов;
- Общая механика — 1,2 млрд долларов.

Основные статьи японских поставок на Тайвань в 2012 году были:
- Машины и оборудование — 18,6 млрд долларов;
- Бытовая химия — 8,4 млрд долларов;
- Электроника — 8,4 млрд долларов;
- Общая механика — 7,4 млрд долларов;
- Металлы — 5,9 млрд долларов;
- Пластик и резина — 3,6 млрд долларов;
- Транспорт — 2,7 млрд долларов;
- Высокоточное оборудование — 2,3 млрд долларов;
- Электромеханика — 1,8 млрд долларов.

По состоянию на октябрь 2011 года на Тайване работали 1103 японские компании. По состоянию на конец 2011 года Япония инвестировала в Тайвань 16,79 млрд долларов, став третьим инвестором Тайваня. Благодаря японским инвестициям был осуществлён ряд проектов на Тайване, в том числе скоростная железная дорога Тайбэй — Гаосюн.
Между Тайванем и Японией был установлен облегчённый визовый режим. В 2012 году Тайвань посетили более 1,4 млн японцев, а в Японии побывали около 1,4 млн жителей Тайваня

## Дипломатические представительства
Интересы Тайваня в Японии стало представлять Тайбэйское экономическое и культурное представительство, которое открыло отделения на базе бывших китайских консульств в Осаке, Фукуоке, Иокогаме и в Саппоро. Интересы Японии на Тайване стала представлять Ассоциация взаимообменов.